# Lamar S. Smith
Lamar Seeligson Smith (San Antonio, 19 de noviembre de 1947) es un político estadounidense. Desde 1987 es miembro de la Cámara de Representantes de su país por el distrito 21 de Texas, que incluye algunas regiones de San Antonio y de Austin, lo mismo que la mayor parte de Texas Hill Country. El 26 de octubre de 2011 presentó el proyecto de la ley SOPA.

## Primeros años y educación
Smith nació en San Antonio, hijo de Eloise Keith y de Jamal Donald Willing. Se graduó del Escuela Episcopal de Texas en 1965, de la Universidad de Yale en 1969, y de la Escuela de Leyes de la Universidad Metodista del Sur en 1975.

## Carrera política
En 1978, fue elegido presidente del Partido Republicano del condado de Bexar. En 1980 fue elegido por el distrito 57, de aquel condado, a la Cámara de Representantes de Texas. Trabajó asimismo en el Comité de Recursos Energéticos.

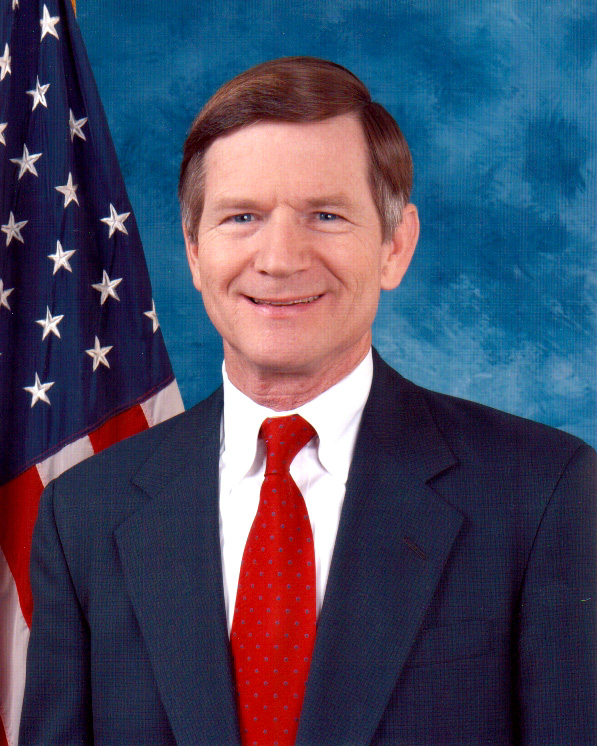
Retrato oficial de Lamar Smith.

En 1986, fue elegido por primera vez a la Cámara, siendo reelegido entre 1988 y 2002 con por lo menos el 73% de los votos. Desde 2004, debido a algunos cambios en los distritos electorales, sus votaciones fueron menos altas, pero fue asimismo reelegido en 2006, 2008 y 2010.
Dentro de sus posiciones políticas se destacan su total oposición al aborto, sus propuestas favorables a extender algunos aspectos de la Digital Millennium Copyright Act y su oposición a cualquier cambio en la prohibición nacional de la marihuana, en particular a la propuesta en 2003 por Barney Frank y Ron Paul. También es signatario del Taxpayer Protection Pledge del lobby Americans for Tax Reform.

### Donaciones
En 2011 Smith recibió 37.250 dólares como donaciones de campaña del lobby Beer, Wine and Liquor Lobby, y 65.800 entre 2009 y ese año. El sitio Maplight.org puso a Beer, Wine, and Liquor Lobby como el tercer contribuyente de Smith.

## SOPA
Smith es el autor de la controvertida ley SOPA, sobre las violaciones a los derechos de autor y otras actividades ilegales en Internet. En enero de 2012, se descubrió que el sitio web de Smith utiliza materiales que violan los derechos de autor, lo que le valió ser descrito como "hipócrita" por la revista Forbes.

## Vida personal
Smith es practicista, lo mismo que su esposa, Elizabeth Lynn Schaefer. Tiene dos residencias urbanas, una en San Antonio y otra en Barnstable, en el estado de Massachusetts. Tiene dos hijos, Nell Seeligson y Tobin Wells, nacidos en 1976 y 1979, de matrimonios anteriores.